# 熱郛車站
熱郛車站（日语：／ Neppu eki */?）是一由北海道旅客鐵道（JR北海道）所經營的鐵路車站，位於日本北海道壽都郡黑松內町，是JR北海道函館本線沿線的一個無人車站，是JR北海道函館支社管理範圍裡面最北端的車站，由長萬部車站負責代管，熱郛與隔鄰的目名之間，是函館支社與JR北海道本社管轄範圍的分界線。車站名稱源自愛奴語中的「kunne-net-pet/」，意指「有黑色浮木的河川」。

## 簡介
在過去熱郛車站與隔鄰的上目名車站（已於1984年廢站）之間曾是日本國鐵北海道總局（札幌鐵道管理局，也就是今日JR北海道本社的前身）與青函船舶鐵道管理局（今日的JR北海道函館支社）的交界，因此設有自本站發車的區間列車，也是急行列車「瀨棚」（せたな）的發車站之一。1987年日本國鐵分割民營化後，長萬部至本站之間尚有每天1.5班往返的列車班次，但已於2007年之後停駛。
熱郛車站在1903年初設時，站名就是與今日站名相同，但卻曾在1904年至1905年之間短暫地改名為歌棄過。
在上目名車站於1984年廢站之後，熱郛至隔鄰的目名之間成為一個長達15.4公里的超長間距，沿途皆為人煙稀少的鄉間地帶。

## 車站結構
對向式月台2面2線的地面車站，可進行列車交會的車站。各月台、站舍側月台西側與對側月台西側部分以站內平交道聯絡。站舍側（南側）月台有上下行共用的1號月台以及對側月台（北側）上下行共用的2號月台。另外2號月台旭川方起至構內中央部分的止衝擋設有1條側線。

## 相鄰車站
北海道旅客鐵道（JR北海道）
■函館本線
黑松內（S30）－熱郛（S29）－目名（S28）